# Cissus sulcicaulis
Cissus sulcicaulis är en vinväxtart som först beskrevs av John Gilbert Baker, och fick sitt nu gällande namn av Planch. Cissus sulcicaulis ingår i släktet Cissus och familjen vinväxter. Inga underarter finns listade i Catalogue of Life.